# Kościół św. Stanisława w Mniowie
Kościół świętego Stanisława – rzymskokatolicki kościół parafialny należący do dekanatu łopuszańskiego diecezji kieleckiej.
Obecna świątynia murowana została wzniesiona około 1655 roku i ufundowana przez księdza Szymona Żurawskiego. Budowla została konsekrowana w 1685 roku przez biskupa Władysława Silnickiego, sufragana wileńskiego. Świątynia była później dwukrotnie rozbudowywany. Prezbiterium kościoła jest zakończone półkoliście, nawa jest minimalnie szersza i nakryta sklepieniem kolebkowym. W 1984 roku została odnowiona polichromia i została wykonana konserwacja obrazów. Gruntowny remont całej budowli został przeprowadzony w 2002 roku.